# Royal Dragoons (1st Dragoons)

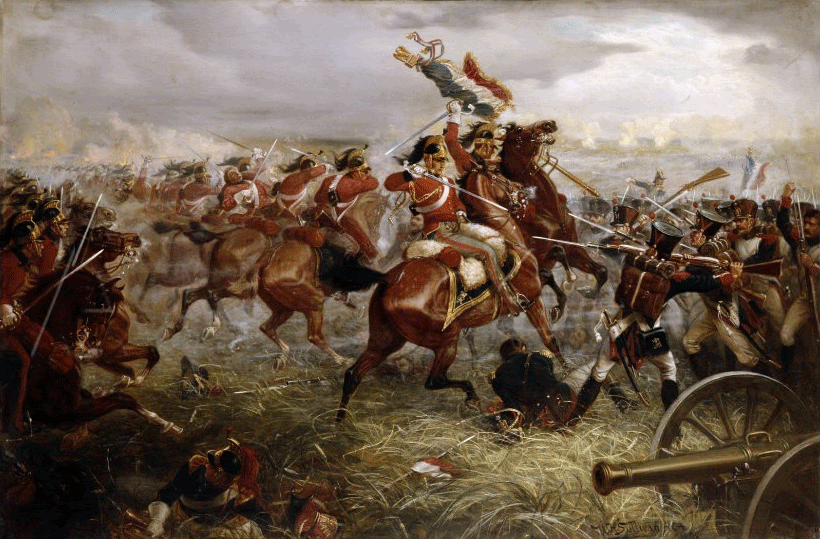

O Royal Dragoons (1st Dragoons), popularmente designado como The Royals, foi uma unidade de cavalaria do Exército britânico.

## História
Remonta ao século XVII, organizado em 1661 para combater em Tânger, no Norte d'África, motivo pelo qual também foi conhecido como "Tangier Horses". Em 1683, por ordem de Carlos II de Inglaterra foi batizado como "Our Own Royal Regiment of Dragoons", sendo-lhe atribuido o direito de preceder todos os demais regimentos ingleses no campo de batalha.
Em 1969 foi amalgamado com o "Royal Horse Guards" ("The Blues") dando origem ao "Blues and Royals (Royal Horse Guards and 1st Dragoons)".
As divisas de época, os elmos metálicos com penachos, as couraças, sabres e os cavalos altos de cor negra, excepcionalmente treinados, são marcas características do regimento.